# ألان فرنك
ألان فرنك (بالفنلندية: Allan Franck)‏ هو ربان ‏ فنلندي، ولد في 17 سبتمبر 1888 في فيبورغ في روسيا، وتوفي في 28 مايو 1963 في بورفو في فنلندا.

## وصلات خارجية
- ألان فرنك على موقع اللجنة الأولمبية الدولية (الإنجليزية)
- ألان فرنك على موقع أوليمبيديا (الإنجليزية)